# Frederick Hawthorne
Marion Frederick Hawthorne (Fort Scott, 24 agosto 1928 – 8 luglio 2021) è stato un chimico statunitense, famoso soprattutto per i suoi contributi alla chimica dei cluster di boro.

## Biografia

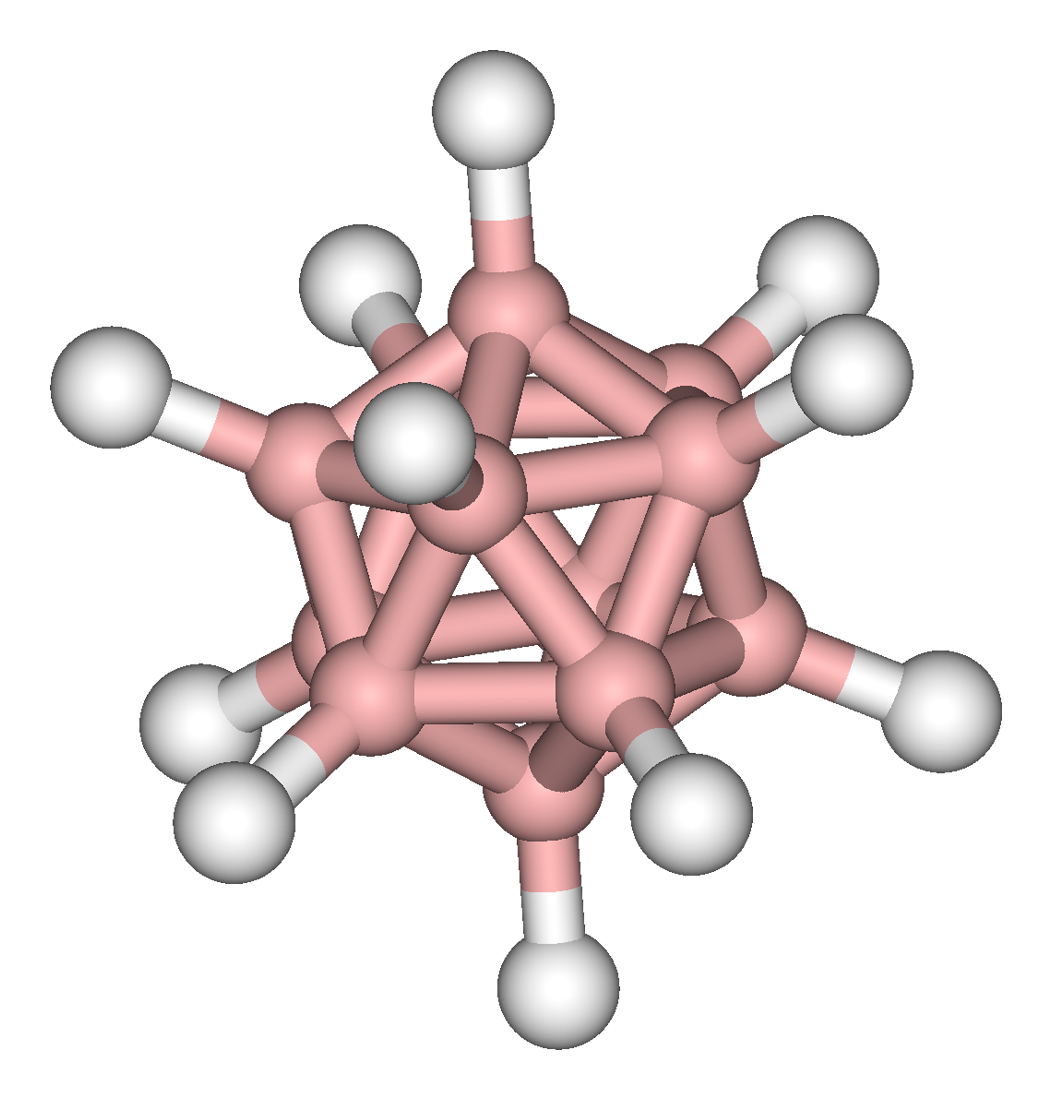
Modello dello ione dodecaborato

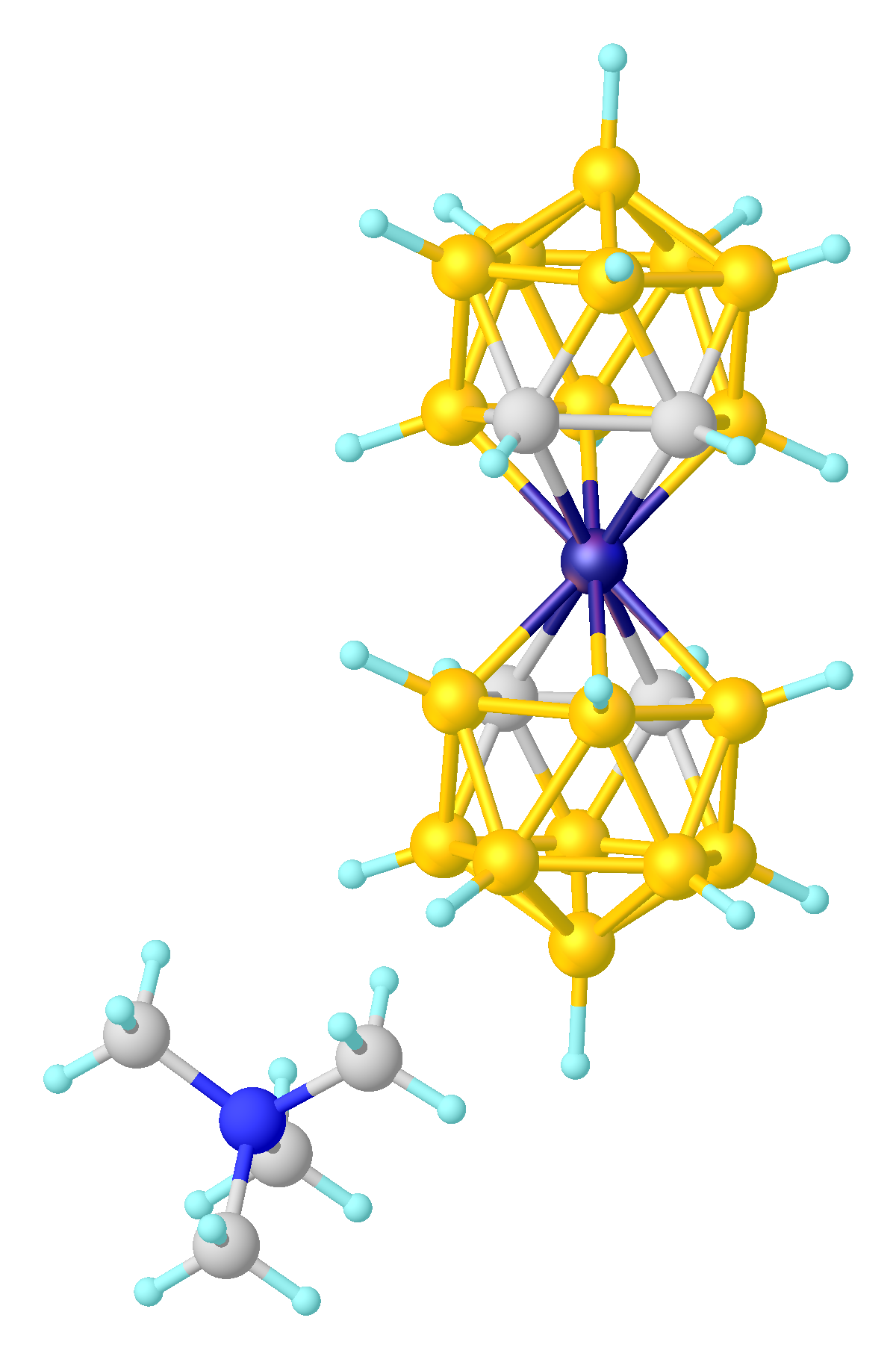
Struttura di (Me_{4}N^{+})_{2}[Fe(C_{2}B_{9}H_{11})_{2}]. Due anioni dicarbollide (gialli) coordinano un atomo di Fe(II) (blu scuro); è mostrato solo uno dei due ioni Me_{4}N^{+}.

Hawthorne frequentò le scuole elementari e secondarie nel Kansas e nel Missouri. Prima di ottenere il diploma di scuola superiore superò l'esame per entrare come studente di ingegneria chimica alla Missouri School of Mines and Metallurgy, che sarebbe poi diventata la Missouri University of Science and Technology a Rolla (Missouri). Nel 1947 si trasferì al Pomona College a Claremont (California), dove ottenne la laurea in chimica (1949) e fece ricerche assieme a Corwin Hansch. Nel 1953 ottenne il dottorato di ricerca in chimica organica con Donald James Cram all'Università della California, Los Angeles. Dopo un periodo di ricerche post-dottorato all'Università statale dell'Iowa, nel 1954 si impiegò al reparto ricerche dell'Arsenale di Redstone della società Rohm and Haas a Huntsville (Alabama). All'Arsenale di Redstone a partire dal 1956 iniziò a studiare la chimica degli idruri del boro. Nel 1962 si trasferì come professore di chimica all'Università della California - Riverside, e quindi nel 1969 al campus di Los Angeles, dove nel 1998 diventò University Professor of Chemistry. Nel 2006 tornò nel Missouri, suo stato di origine, a dirigere l'Istituto internazionale di medicina nano-molecolare all'Università del Missouri.

## Contributi scientifici
I suoi studi sono documentati da più di 475 pubblicazioni e 26 brevetti. Le ricerche di Hawthorne si sono concentrate principalmente sulla chimica dei cluster di idruri di boro. Fu il primo a sintetizzare l'anione dodecaborato [B12H12]2− e i complessi metallici dell'anione dicarbollide [C2B9H11]2−. Il suo gruppo ha successivamente scoperto la perossidrilazione di [B12H12]2−.
Dal 1969 al 2000 Hawthorne è stato caporedattore della rivista accademica Inorganic Chemistry. Collaborò anche alle riviste Bioconjugate Chemistry e Bulletin of the Chemical Society of Japan.

## Riconoscimenti
Hawthorne ha ricevuto numerosi premi e riconoscimenti, tra i quali:
- 1973 Membro della Accademia nazionale delle scienze (Stati Uniti d'America)
- 1980 Membro della American Association for the Advancement of Science
- 1992 Laurea honoris causa della Facoltà di matematica e scienze all'Università di Uppsala, Svezia[8]
- 1994 Chemical Pioneer Award dall'American Institute of Chemists[9]
- 1994 Premio Willard Gibbs dalla sezione di Chicago dell'American Chemical Society
- 2009 Medaglia Priestley della American Chemical Society[10]
- 2012 National Medal of Science